# 东邦大学医疗短期大学
东邦大学医疗短期大学（日语：／ Tōhō Daigaku Iryō Tankidaigaku *），简称医短（いたん），是过去一所位于日本东京都大田区的私立短期大学。

## 概要

### 简介
- 学校最早可以追溯到于1926年[1]。短期大学为于1985年开办[1]、由学校法人东邦大学经营。招生到于2001年、停办于2005年[2]。

### 历史
- 1985年 东邦大学医疗短期大学成立并同时设置护理学科。
- 1988年 两个专攻成立于专科、以下列举。
  - 地区护理学专攻
  - 母子护理学专攻
- 2001年 招生最后、次年停止招生（正式停办于2005年7月29日[2]）。

## 学校环境
- 校区：在了东京都大田区[注 1]

## 历任校长
- 五岛瑳智子：第一代短期大学校长[3]。

## 组织

### 学科
- 护理学科

### 专科
| - 地区护理学专攻 - 母子护理学专攻 |

### 业余课程
| - 没有 |

## 相关链接
- 東邦大學
- 日本短期大学列表